# Rum
Rum je žestoko alkoholno piće proizvedeno destilacijom iz melase šećerne trske. Prema klasifikaciji spada u rakije po posebnim postupcima.

## Proizvodnja ruma
Melasa se razrjeđuje dok se ne dobije 18-22% šećera u njoj, te se dodaje kultivirani kvasac kojim se izaziva vrenje. Prevreli kom se destilira. Dobiveni destilat je bezbojan, neugodna mirisa na maslačnu kiselinu. Dugim stajanjem u hrastovim bačvama, slobodne se kiseline povezuju u estere. Time se gubi neugodan miris i rum dobiva ugodnu specifičnu aromu i karakterističnu smeđu boju.

## Vrste i osobine ruma
Generalna podjela ruma je na bijeli i tamni rum. Također postoje originalni/pravi i umjetni rum. Sadržaj alkohola kreće se između 36 - 40%, a originalni rum sadržava i do 90% alkohola. Umjetni rum se proizvodi od esencija koje sadržavaju etilni ester maslačne kiseline, vanilin i dr.
Detaljnija podjela ruma:
- light/ silver/ white rumovi
- zlatni/ amber rumovi
- spiced rumovi
- dark/ black rumovi
- flavoured rumovi
- overproof rumovi
- premium rumovi

Većina ruma se proizvodi na Karibima, kao i u Južnoj Americi. Važan je dio kulture na mnogim karipskim otocima, ali se povezuje i s engleskom kraljevskom mornaricom i piratstvom.